# Ulla Wischermann
Ulla Wischermann (* 1952) ist eine deutsche Soziologin mit dem Schwerpunkt Geschlechterforschung. Sie war Professorin an der Johann Wolfgang Goethe-Universität Frankfurt am Main.

## Leben
Ulla Wischermann studierte Germanistik, Pädagogik und Publizistik und legte 1977 ihre Erste Philologische Staatsprüfung für das Lehramt an Gymnasien an der Westfälischen Wilhelms-Universität in Münster ab.
Von 1978 bis 1982 war sie Doktorandin am Fachbereich Kommunikation und Ästhetik der Universität Bremen. Von 1978 bis 1980 wirkte sie als wissenschaftliche Hilfskraft bei der Arbeitsstelle Deutsche Presseforschung an der Universität Bremen im Projekt „Die illustrierte Massenpresse in Deutschland“ (gefördert durch die DFG) mit und von 1979 bis 1981 an dem Projekt „Frauen und Recht“ am Fachbereich Sozialwissenschaften. Darüber hinaus erhielt sie von 1979 bis 1982 einen Lehrauftrag im Fachbereich Sozialwesen an der Fachhochschule Ostfriesland in Emden und im Bereich Lehramt Sekundarstufe 2 mit beruflicher Fachrichtung an der Universität Bremen.
Ulla Wischermann war von 1983 bis 1988 als wissenschaftliche Referentin im Feministischen Archiv und Dokumentationszentrum in Frankfurt am Main für die Ressorts Geschichte, Frauenbewegung und Medien verantwortlich. Von 1989 bis 1995 war sie wissenschaftliche Mitarbeiterin am Fachbereich Gesellschaftswissenschaften der Johann Wolfgang Goethe-Universität Frankfurt am Main und arbeitete unter der Leitung von Ute Gerhard an den Forschungsprojekten „Frauenpolitik in Hessen von 1945-1955“ (gefördert durch den Hessischen Landtag) und „Sittlichkeit und Stimmrecht – Zur Politik und Kultur der Frauenbewegung um die Jahrhundertwende“ (gefördert durch die DFG), letzteres in Zusammenarbeit mit Christina Klausmann.
1992 erhielt Wischermann Lehraufträge am Fachbereich Gesellschaftswissenschaften der Philipps-Universität Marburg und der Justus-Liebig-Universität Gießen. Von 1994 bis 1998 war sie Sprecherin der Fachgruppe Frauen- und Geschlechterforschung in der Deutschen Gesellschaft für Publizistik- und Kommunikationswissenschaft (DGPuK).
Von 1996 bis 2002 war Ulla Wischermann wissenschaftliche Assistentin am Fachbereich Gesellschaftswissenschaften der Goethe-Universität in Frankfurt am Main. 2002 habilitierte sie am Fachbereich Gesellschaftswissenschaften an der Goethe-Universität mit dem Thema „Frauenbewegungen und Öffentlichkeiten um 1900“ im Fach Soziologie und war bis 2007 Frauenbeauftragte der Goethe-Universität. Im Jahre 2003 übernahm sie die Vertretung einer Professur am Fachbereich Kulturwissenschaften in dem Studiengebiet Sprache und Kommunikation an der Universität Lüneburg, und von 2004 bis 2005 übernahm sie die Vertretung einer Professur am Fachbereich Gesellschaftswissenschaften mit dem Schwerpunkt Frauen- und Geschlechterforschung an der Goethe-Universität in Frankfurt am Main.
Von 2009 bis Herbst 2017 war sie Professorin am Fachbereich Gesellschaftswissenschaften an der Goethe-Universität mit den Forschungsschwerpunkten Gender Studies, Mediensoziologie, Öffentlichkeitstheorien und Soziale Bewegungsforschung und geschäftsführende Direktorin am Cornelia Goethe Centrum für Frauenstudien.

## Engagement
Seit 1988 ist Ulla Wischermann Mitherausgeberin und war zeitweise Geschäftsführerin der Zeitschrift „Feministische Studien. Zeitschrift für interdisziplinäre Frauenforschung“. Seit 1997 ist sie Mitherausgeberin der internationalen Rezensionszeitschrift „Feminist Europa“.
Im Jahre 1997 begann sie ihre Mitarbeit bei der „Association of Institutions for Feminist Education and Research in Europe“ (AOIFE) und bei dem „Advanced Thematic European Network of Activities in Women’s Studies“ (ATHENA), zurzeit ist sie Mitglied in der Arbeitsgruppe „Joint PhD-Training“.
Ulla Wischermann ist seit 1990 Mitglied in der „Deutschen Gesellschaft für Publizistik und Kommunikationswissenschaft“ (DGPuK), seit 1998 Mitglied des DFG-Graduiertenkollegs „Öffentlichkeiten und Geschlechterverhältnisse: Dimensionen von Erfahrung“ am Cornelia Goethe Centrum der Goethe-Universität und der Universität in Kassel und im wissenschaftlichen Beirat des „Archivs der deutschen Frauenbewegung“ in Kassel, seit 2002 akademische Rätin am Fachbereich Gesellschaftswissenschaften der Goethe-Universität und seit 2008 Mitglied der Frauenkommission des Magistrats der Stadt Frankfurt.

## Veröffentlichungen

### Monographien
- 1983: Frauenfrage und Presse: Frauenarbeit und Frauenbewegung in der illustrierten Presse des 19. Jahrhunderts. Phil. diss. München, New York, London, Paris (= Studien zur Publizistik Bremer Reihe, Bd. 24).
- 1998: Frauenpublizistik und Journalismus: Vom Vormärz bis zur Revolution von 1848. Weinheim.
- 2003: Frauenbewegungen und Öffentlichkeiten um 1900: Netzwerke – Gegenöffentlichkeiten – Protestinszenierungen. Helmer. Königstein.
- 2013: mit Elisabeth Klaus: Journalistinnen. Eine Geschichte in Biographien und Dokumenten 1848–1990. Münster.

### Sammelbände
- 1977: mit Regina Henneke, Beate Mühl (Hrsg.): Die Rolle der Frauen im Arbeitskampf in Erwitte: Foto- und Textdokumentation. Münster.
- 1986: mit Ute Gerhard-Teuscher, Heide Schlüpmann (Hrsg.): Politik der Autonomie. = Feministische Studien Nr. 2
- 1988: mit Hartwig Gebhardt (Hrsg.): Die Staatsbürgerin. Offenbach a. M. 1886. Originalgetreuer Nachdruck der ersten Arbeiterinnenzeitschrift Deutschlands. München, New York, London, Paris.
- 1989: mit Juliane Jacobi-Dittrich (Hrsg.): Gegen-/Öffentlichkeit. = Feministische Studien Nr. 1
- 1991: mit Sabine Schilling, Sigrid Weigel, Claudia Opitz (Hrsg.): Kulturelle und sexuelle Differenzen. = Feministische Studien Nr. 2
- 1993: mit Elke Schüller, Ute Gerhard (Hrsg.): Staatsbürgerinnen zwischen Partei und Bewegung: Frauenpolitik in Hessen 1945–1955. Frankfurt.
- 1994: mit Pia Schmid (Hrsg.): Sisterhood: Schwestern und andere. = Feministische Studien Nr. 1
- 1994: mit Christina Klausmann (Hrsg.): Frauenbewegungen. = Feministische Studien Nr. 2
- 1996: mit Gudrun Marci-Boehncke, Petra Werner (Hrsg.): BlickRichtung Frauen: Theorien und Methoden geschlechtsspezifischer Rezeptionsforschung. Weinheim.
- 1997: Multimedia = Feministische Studien Nr. 1
- 2001: mit Elisabeth Klaus, Jutta Röser (Hrsg.): Kommunikationswissenschaften und Gender Studies. Opladen.
- 2006: mit Anja Weckwert (Hrsg.): Das Jahrhundert des Feminismus. Helmer. Königstein.
- 2008: mit Ute Gerhard, Petra Pommerenke (Hrsg.): Klassikerinnen feministischer Theorie, Bd. I. Königstein.
- 2008: mit Tanja Thomas (Hrsg.): Medien – Diversität – Ungleichheit. Wiesbaden.
- 2008: mit Rita Casale, Ute Gerhard (Hrsg.): Neuer Feminismus? = Feministische Studien Nr. 2
- 2010: mit Claudia Gather, Regine Othmer (Hrsg.): Komplex Familie = Feministische Studien Nr. 2
- 2010: mit Susanne Rauscher, Ute Gerhard (Hrsg.): Klassikerinnen feministischer Theorie, Bd. II. Königstein.
- mit  Annette Kirschbauer (Hrsg.): Geschlechterarrangements in Bewegung : veränderte Arbeits- und Lebensweisen durch Informatisierung?
- 2017: mit Marion Keller, Marianne Schmidbaur (Hrsg.): Ausschließende Einschließung? : zur Geschichte von Frauen und Wissenschaft. Personen, Institutionen, Perspektiven